# ألونسو فاسكيز
ألونسو فاسكيز (بالإسبانية: Alonso Vázquez)‏ هو رسام إسباني، ولد في 1564 في رندة في إسبانيا، وتوفي في 1608 في مدينة مكسيكو في المكسيك.